# Свети Николай (Правища)
„Свети Николай“ (на гръцки: Αγίος Νικολάος) е възрожденска църква в град Правища (Елевтеруполи), Егейска Македония, Гърция, катедрален храм на Елевтеруполската митрополия на Вселенската патриаршия, управлявана от Църквата на Гърция.

## История
Храмът е изграден в 1759 година. Изграждането му е свързано с преместването на Елевтеруполската епископия в Правища в 1766 година.
Леон Хюзе и Анри Доме публикуват в 1876 година два надписа от Правища, които видели в „епископската църква“ в града. Единият е от раннохристиянския период и е бил вграден във външната стена на храма. Трети надпис, публикуван от Антоан Салак, е този, който Пол Пердризе е посочил, че е служил като праг на храма. И трите надписа сега са загубени. В южния перистил, вляво от входа на храма и близо до иконостаса има запазен латински надпис. В храма работи дебърският майстор Стойче Станков.
В 1971 година храмът е ремонтиран, след като пострадва силно от пожар. При ремонта е отстранено външното покритие на стените и са разкрити редица фрагменти от раннохристиянски архитектурни елементи и части от римски надписи, вградени в стените, както и ктиторският надпис от 1759 година. При съпровождащите разкопки под храма е открита раннохристиянска базилика. Надписът е 1759 заедно с кръст е издялан върху част от прозорец на раннохристиянския храм. Светата трапеза е от стария храм.
Около църквата е християнското гробище на града, което след 1930 година се използва много рядко. До 1960 година дворът е ограден с 3,5 метрова стена. В 1915 година камбанарията е издигната на 11 m от галиполски майстори.